# ペトロ・ド・ベタンクール
ペトロ・ド・ベタンクールあるいはペドロ・デ・サン・ホセ・ベタンクール（スペイン語: Pedro de San José Betancur, 1626年3月21日 - 1667年4月25日）は、フランシスコ会修道士。スペイン領グアテマラの宣教師であり、ベトレヘム兄弟会およびベトレヘム女子修道会の創設者である。教皇ヨハネ・パウロ2世によって1980年に列福され、2002年に教皇によって列聖された。カナリア諸島生まれ初の聖人であり、グアテマラと中米初の聖人とみなされている。

## 生涯
1626年3月21日、テネリフェ島南部のビラフロール（Vilaflor）に生まれた。両親は、スペイン人がカナリア島にやってくる前からこの島に住んでいたグアンチェ族の子孫で謙虚な農民であった。子供の頃から、父のヤギの世話をしている時にも絶えず祈り、霊性に対する関心を示した。23歳の時にテネリフェ島を出て、2年後にはスペイン領グアテマラに到達した。
彼はアメリカ大陸のスペイン植民地において回復期の患者用の病院（西: hospital de convalecientes）を初めて創設した人物であり、また人種や性別の分け隔てなく子供や大人を対象とした最初の学校の創設者でもあった。これらは当時としては画期的なものであった。彼はまた、巡礼者、司祭、学生のためのホスピタリティ運動の創設者でもあった。
41歳だった1667年4月25日に死去した。彼の墓は、グアテマラのアンティグアのサンフランシスコ教会にあり、巡礼の場所である。 テネリフェ島には島の南部にある洞窟があり、聖人は冬に牧師として働いていた冬の間に牛と一緒に避難した。 彼の生まれた場所、ビラフロールは巡礼の場所でもある。 洞窟とその故郷の間には、巡礼者が4月の聖人の宴の間に旅行する宗教的なルートがある。